# UDP flood
UDP flood è un attacco alla sicurezza informatica, che rientra nella categoria dei cosiddetti attacchi DoS. Esso si basa sul protocollo Protocollo connectionless del livello di trasporto UDP e consiste nell'inondare la vittima di un gran numero di datagrammi UDP.
Sebbene questo tipo di traffico possa essere utilizzato a fini di analisi nell'UDP scan, il flood non è mirato a cercare informazioni, ma solo ad inondare la macchina vittima di pacchetti. Per questo motivo il flood si realizza spesso con l'IP spoofing al fine di rendere ignota la sorgente dell'attacco.
Se il sistema vittima risponde con dei pacchetti ICMP allora è possibile effettuare un attacco di reflection.
Questo attacco può essere gestito configurando dei firewall, filtrando il traffico di rete indesiderato o facendo del rate limit. La potenziale vittima non riceverebbe tanto meno risponderebbe ai pacchetti UDP sospetti perché il firewall li bloccherebbe.